# Außenseite (Klingenwaffe)
Die Außenseite oder auch Terzseite ist die Außenseite einer Klingenwaffe. Da bei diesen eine Richtungsbeschreibung schwierig ist, wurden Fachwörter festgelegt, die eine Richtungsverwechslung ausschließen. Der Begriff Außenseite beschreibt die Seite der Waffe, die beim Halten in der Hand vor dem Körper des Trägers und bei senkrecht stehender Parierstange nach rechts zeigt.